# Carl Folcker
Carl Folcker (ur. 28 marca 1889 w Filipstad, zm. 3 lipca 1911 niedaleko Karlstadu) – szwedzki sportowiec, olimpijczyk.
Na Igrzyskach wystąpił w ich letniej edycji z 1908 w Londynie, gdzie zdobył złoty medal w drużynowych zawodach gimnastycznych.
Jako żołnierz należał do Värmlands regemente. 3 lipca 1911 popełnił samobójstwo. Miał stopień podporucznika.